# كلارنس غريني
كلارنس غريني (بالإنجليزية: Clarence Greene)‏ هو كاتب سيناريو ومنتج أفلام أمريكي، ولد في 10 أغسطس 1913 في نيويورك في الولايات المتحدة، وتوفي في 17 يونيو 1995 في كاليفورنيا في الولايات المتحدة.

## وصلات خارجية
- كلارنس غريني على موقع IMDb (الإنجليزية)
- كلارنس غريني على موقع ألو سيني (الفرنسية)
- كلارنس غريني على موقع أول موفي (الإنجليزية)
- كلارنس غريني على موقع قاعدة بيانات الأفلام السويدية (السويدية)
- كلارنس غريني على موقع ديسكوغز (الإنجليزية)
- كلارنس غريني على موقع قاعدة بيانات الفيلم (الإنجليزية)
- كلارنس غريني على موقع كينوبويسك (الروسية)